# Невідомі невідомості

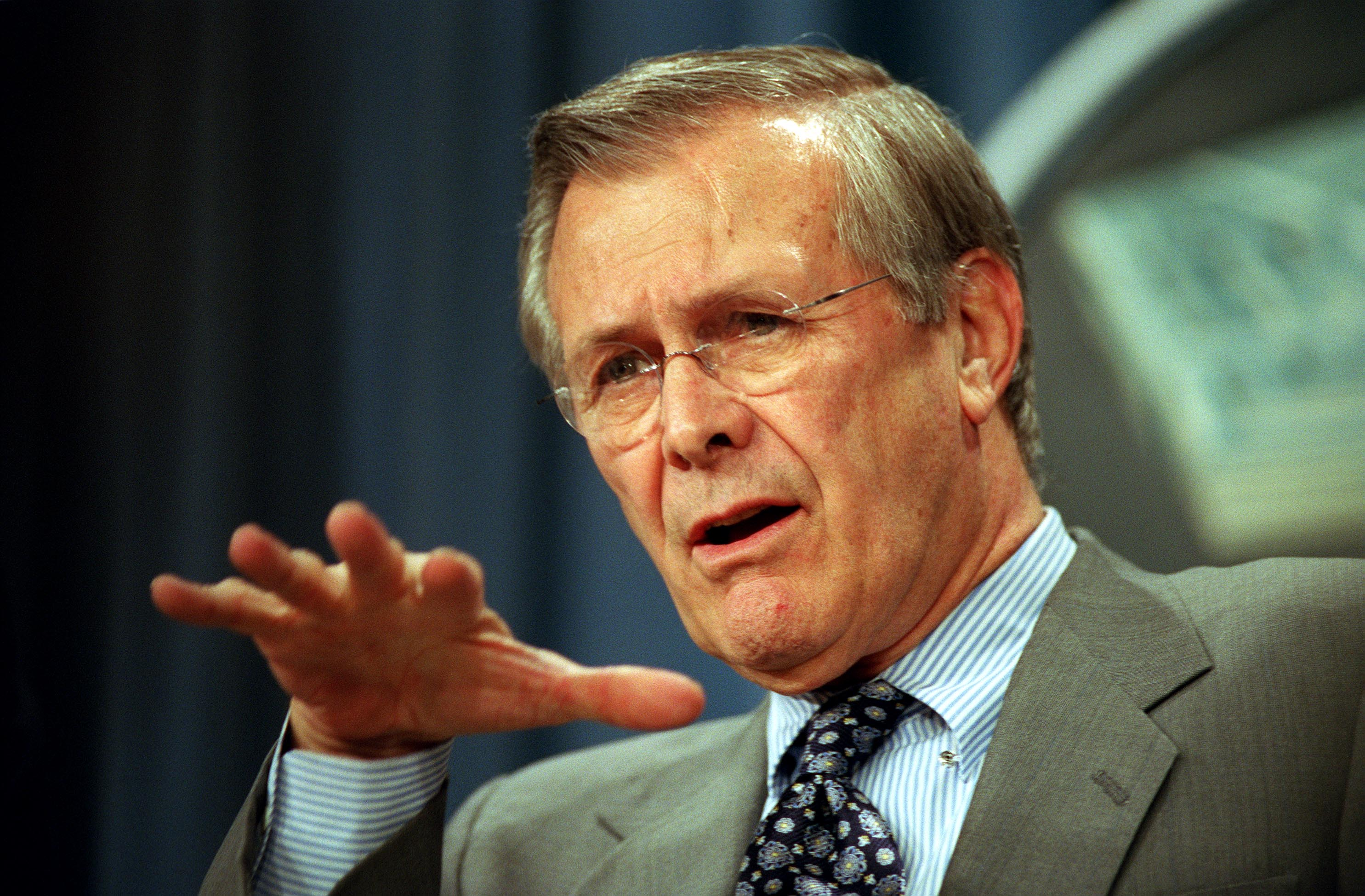
Рамсфелд під час пресконференції в Пентагоні в лютому 2002 року

«Невідо́мі невідо́мості» (англ. unknown unknowns) — крилата фраза, що походить з відповіді міністра оборони США Дональда Рамсфелда на запитання під час прес-конференції Міністерства оборони США 12 лютого 2002 року про відсутність доказів зв’язку уряду Іраку з постачанням зброї масового знищення терористичним групам. Повний текст твердження Рамсфелда звучав так:
|                    | Звіти, які стверджують, що дещо не відбулось, завжди цікаві мені, бо, як ми знаємо, існують відомі відомості; це коли ми знаємо, що ми про це знаємо. Також існують відомі невідомості; це коли ми знаємо, що ми дечого не знаємо. Але також існують невідомі невідомості — такі, що ми не знаємо, що ми про них не знаємо. І якщо хто-небудь перегляне історію нашої країни та інших вільних країн, то з'ясує, що останні зазвичай є складними випадками. Оригінальний текст (англ.) Reports that say that something hasn't happened are always interesting to me, because as we know, there are known knowns; there are things we know we know. We also know there are known unknowns; that is to say we know there are some things we do not know. But there are also unknown unknowns—the ones we don't know we don't know. And if one looks throughout the history of our country and other free countries, it is the latter category that tends to be the difficult ones. |
| — Дональд Рамсфелд | |

Фразу пізніше згадували в статтях, книжках, фільмах тощо, вона ставали приводом насмішок з боку журналістів. Британська організація The Plain English Campaign, що просувала зрозуміле й доступне мовлення англійською, присудила фразі свою «нагороду» під назвою Foot in Mouth («нога в роті»), призначену для важко зрозумілих цитат посадовців. У книзі A Leader's Guide to Knowledge Management («Посібник лідера з управління знаннями») автори пояснюють, що, хоч слова міністра можуть здаватись незрозумілими, насправді вони позначають важливу проблему в менеджменті. Фразу також нерідко подають у формі матриці 2×2:
| Відомі відомості / known knowns     | Невідомі відомості / unknown knowns     |
| Відомі невідомості / known unknowns | Невідомі невідомості / unknown unknowns |